# Türkische Botschaft Belgrad

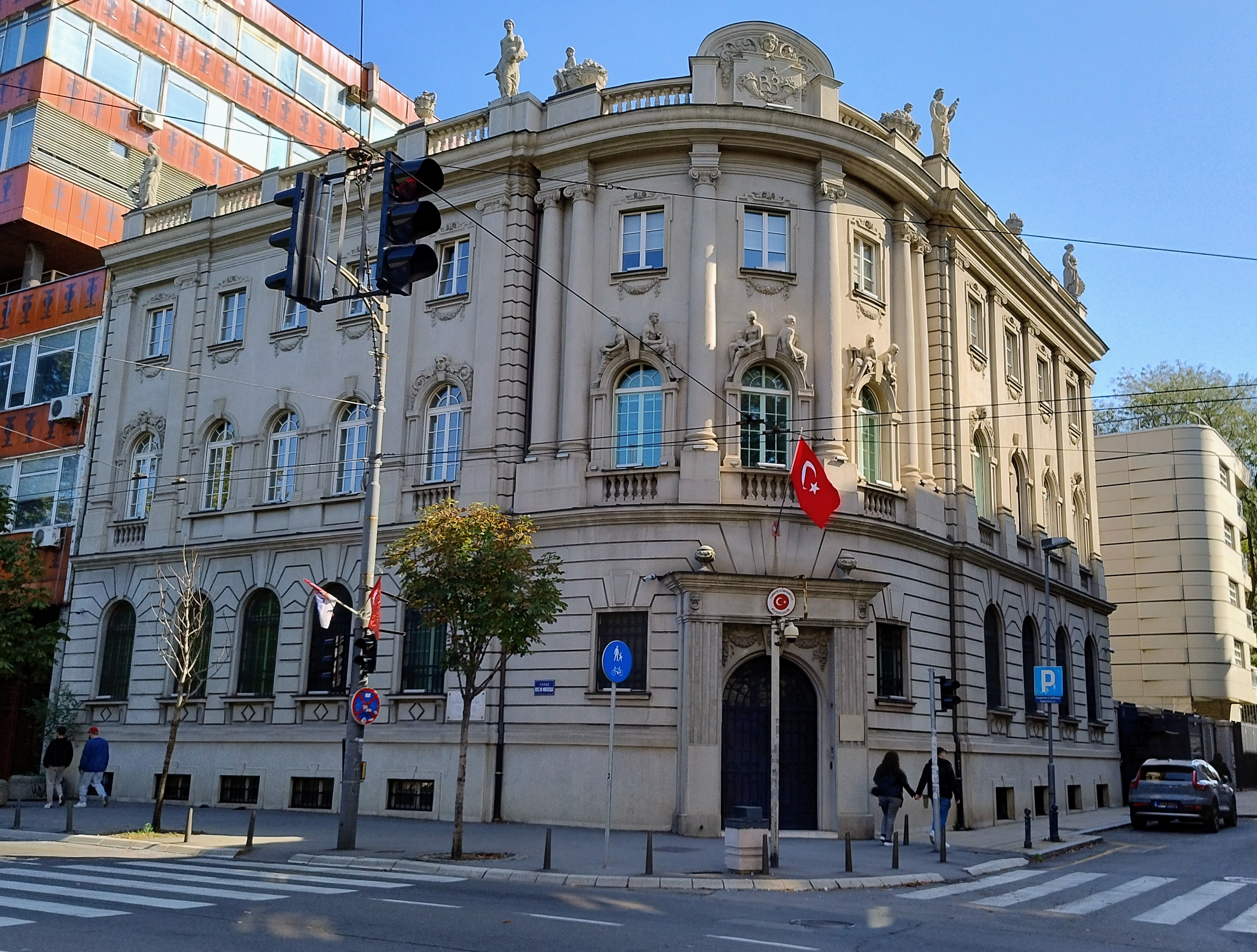
Türkische Botschaft in Belgrad (2024)

Die Türkische Botschaft Belgrad (offiziell: Botschaft der Republik Türkei Belgrad; Türkiye Cumhuriyeti Belgrad Büyükelçiliği oder T.C. Belgrad Büyükelçiliği) ist die höchste diplomatische Vertretung der Republik Türkei in Serbien. Seit 2010 residiert Ali Rıza Çolak als Botschafter der Republik Türkei in dem Botschaftsgebäude.
Erster Botschafter des Osmanischen Reichs war Sermed Efendi, der vom 1. Januar 1881 bis zum 1. Juni 1881 tätig war. Das Botschaftsgebäude befindet sich in unmittelbarer Nähe des Hauses der Nationalversammlung und des Präsidentenpalastes. Das Gebäude wurde zur Zeit der Habsburger als Schloss verwendet. Der serbische Dichter Jovan Jovanović Zmaj bewohnte das Gebäude einige Zeit. Heute erinnert eine Plakette an der Fassade des Hauses daran. Während der serbischen Monarchie wurde das Gebäude angemietet. 1967 wurde das Botschaftsgebäude gekauft.
Am 9. März 1983 wurde auf die Botschaft ein Attentat durch die armenische Terrororganisation Asala verübt, an dessen Folgen der Botschafter Galip Balkar starb. Sein Fahrer wurde verletzt, ein jugoslawischer Passant ebenfalls getötet.